# Trenton (Illinois)
Pour les articles homonymes, voir Trenton.
Trenton est une ville de l'Illinois, dans le  comté de Clinton aux États-Unis.  